# تشغيل مشترك

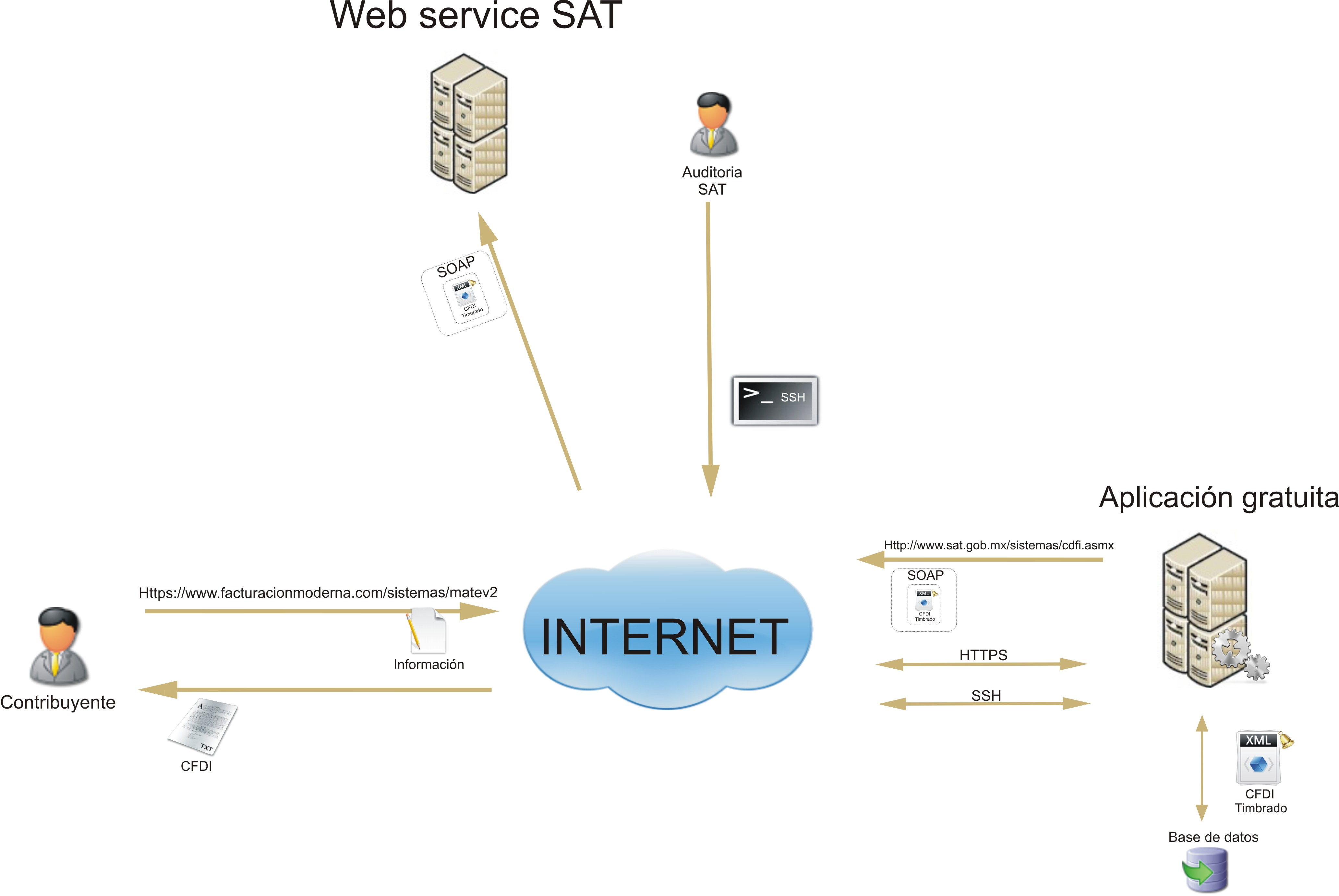

التوافق التشغيلي أو التشغيل المشترك أو التشغيل المتوافق (بالإنجليزية: Interoperability)‏ هي إشارة إلى قدرة النظم والمؤسسات المختلفة على العمل معا. مصطلح غالبا ما يستخدم في النظم التقنية الهندسية، أو بالمعنى الواسع، في الأنظمة الاجتماعية والسياسية والتنظيمية، والعوامل التي تؤثر على أداء النظام مع نظام.